# Rosettenflughunde
Die Rosettenflughunde (Rousettini) sind eine Gattungsgruppe aus der Familie der Flughunde (Pteropodidae). Von den rund 16 Arten dieser Gruppe sind der Nilflughund und der Palmenflughund wohl die bekanntesten.

## Verbreitung
Rosettenflughunde sind in weiten Teilen Afrikas südlich der Sahara und in Ägypten, in Südwestasien (Türkei, Zypern, Arabische Halbinsel), Süd- und Südostasien sowie im westlichen Ozeanien (von Pakistan bis zu den Salomonen) verbreitet.

## Beschreibung
Rosettenflughunde haben ihren Namen von einem rotbraunen oder olivgrünen Fellmuster an der Kehle der männlichen Tiere, das sich auf die Brust und auf die Seiten des Halses erstrecken kann. Die Haut darunter ist stark mit Drüsen versetzt. Das übrige Fell ist gelblich-braun bis braun gefärbt, wobei die Oberseite manchmal heller als die Unterseite ist. Die Schnauze ist schlank und eher langgestreckt, wie bei den meisten Flughunden ist der Schwanz rückgebildet oder fehlt ganz. Die Kopfrumpflänge beträgt je nach Art zwischen 6 und 22 Zentimeter und das Gewicht zwischen 8 und 350 Gramm, wobei der Palmenflughund die größte und der Afrikanische Langzungenflughund die kleinste Art dieser Gruppe darstellt.

## Lebensweise
Diese Tiere bewohnen eine Reihe von Lebensräumen, sie finden sich in Wäldern und Savannen, von Meeresniveau bis in über 2000 Meter Seehöhe. Im Gegensatz zu vielen anderen Flughundarten suchen sie sich ihre Ruheplätze meist in Höhlen oder Gebäuden, manchmal findet man sie auch auf Bäumen. Sie leben in Gruppen zusammen, die beispielsweise beim Palmenflughund aus tausenden Tieren bestehen können. Viele Arten sind ausgezeichnete Flieger, die bei den nächtlichen Streifzügen auf der Suche nach Nahrung etliche Kilometer zurücklegen.
Als einzige Gattung der Flughunde haben mehrere Rousettus-Arten eine simple Form der Echoortung entwickelt.

## Nahrung
Die Nahrung der Rosettenflughunde besteht aus Früchten, wobei sie vor allem den Saft zu sich nehmen, sowie bei den kleineren Arten aus Nektar und Pollen. Manchmal knabbern sie auch die Rinde der Bäume an.

## Fortpflanzung
Ein- oder zweimal im Jahr bringen diese Tiere meist ein einzelnes Jungtier zur Welt, wobei die Geburtszeit oft von klimatischen Faktoren (Regenzeit) abhängt. Zumindest beim Palmenflughund kommt es zu einer – bei vielen Fledertieren zu beobachtenden – verzögerten Einnistung: der Embryo beginnt erst mehrere Monate nach der Paarung im Uterus zu wachsen. So kann die Tragzeit neun Monate lang sein, obwohl der Embryo nur vier oder fünf Monate lang wächst. Bei anderen Arten wurde dieses Verhalten nicht beobachtet, bei vielen Arten weiß man jedoch noch zu wenig. Wie alle Fledertiere sind Rosettenflughunde relativ langlebig, sie können 15 oder 20 Jahre alt werden.

## Bedrohung
Zu den Hauptbedrohungen dieser Tiere zählen der Verlust des Lebensraumes durch Waldrodung und Zersiedelung. Weil sie oft Plantagen schädigen und ihr Fleisch mancherorts gern gegessen wird, werden sie gejagt. Die IUCN listet eine Art (Myonycteris brachycephala) als bedroht und zwei weitere als gefährdet. In Rosettenflughunden in der chinesischen Provinz Yunnan wurde das mit dem Ebolavirus verwandte, wahrscheinlich humanpathogene Menglavirus aus der Familie der Filoviridae nachgewiesen.

## Systematik
Die Tribus wird in sechs Gattungen unterteilt: Eidolon, Rousettus, Boneia, Lissonycteris, Megaloglossus und Myonycteris. Die letztgenannten drei Gattungen werden manchmal zu einer eigenen Gattungsgruppe, Myonycterini, zusammengefasst. Als nächste Verwandte der Rosettenflughunde gelten die Epaulettenflughunde. Die genauen verwandtschaftlichen Verhältnisse sind aber noch unklar.

## Die Gattungen
- Die Gattung der Palmenflughunde (Eidolon) umfasst zwei Arten:
  - Palmenflughund (E. helvum), der in weiten Teilen Afrika vorkommt.
  - Madagaskar-Palmenflughund (E. dupreanum), der nur auf Madagaskar vorkommt.
- In der Gattung der Höhlenflughunde (Rousettus) werden neun Arten zusammengefasst:
  - Nilflughund (Rousettus aegyptiacus) (Geoffroy, 1810)
  - Geoffroys Flughund (Rousettus amplexicaudatus) (Geoffroy, 1810)
  - Angolanischer Flughund (Rousettus angolensis) (Bocage, 1898)
  - Manado-Flughund  (Rousettus bidens) wird manchmal in die monotypische Unterordnung Boneia eingeordnet und ist auf Sulawesi endemisch.
  - Sulawesi-Rosettenflughund (Rousettus celebensis) (Andersen, 1907)
  - Langhaariger Flughund (Rousettus lanosus) (Thomas, 1908)
  - Leschenault-Flughund (Rousettus leschenaulti) (Desmarest, 1820)
  - Madagaskar-Höhlenflughund (Rousettus madagascariensis) (Grandidier, 1928)
  - Komoren-Höhlenflughund (Rousettus obliviosus) (D. Kock, 1978)
  - Nacktrücken-Rousettenflughund (Rousettus spinalatus) (Bermans & Hill, 1980)
  - Rousettus tangkokoensis[2]

Die Höhlenflughunde sind in Afrika, großen Teilen des südlichen Asien, Neuguinea und den Salomonen verbreitet.
- Die vier Arten der Halskrausenflughunde (Myonycteris) sind relativ klein und leben im zentralen und südlichen Afrika. Der São-Tomé-Halskrausenflughund (M. brachycephala) lebt nur auf São Tomé und gilt als bedroht.
- Angolanischer Samtfell-Flughund (Lissonycteris angolensis) (Synonym: Myonycteris angolensis). Die Art lebt im zentralen und südlichen Afrika und wurde früher den Gattungen Rousettus und Myonycteris zugeordnet.
- Der Afrikanische Langzungenflughund (Megaloglossus woermanni) ist der kleinste Vertreter dieser Gruppe. Mit seiner spitzen Schnauze und der langen Zunge ähnelt er den Langzungenflughunden (Macroglossini) und würde früher in diese Gruppe eingeordnet. Jüngeren Untersuchungen zufolge hat er sich lediglich konvergent zu diesen entwickelt. Er ernährt sich ausschließlich von Nektar und Pollen.

## Anmerkung
Die Tribus Rousettini umfasst in der aktuellen Flughundsystematik nur noch die Gattung der Höhlenflughunde (Rousettus). Die Gattungsgruppe der Rosettenflughunde ist damit obsolet.